# 김창숙
김창숙(金昌淑, 1879년 7월 10일 ~ 1962년 5월 10일)은 일제강점기의 독립운동가이자 대한민국의 정치인, 시인 겸 교육자이다. 20세기 가장 중요한 공인 중 한명으로 경상북도 성주(星州) 출신으로 본관은 의성(義城)이다. 자(字)는 문좌(文佐)이며 호(號)는 직강(直岡), 심산(心山), 벽옹(躄翁)이다.
일제강점기의 유림(지방 귀족) 대표로 독립운동을 주관하였고, 대한민국 임시정부 부의장으로 활동하였으며, 1945년 광복 이후에는 남조선대한국민대표민주의원 의원을 역임, 유도회(儒道會)를 조직하고 유도회 회장 겸 성균관(成均館) 관장을 역임하였고 성균관대학교를 창립하여, 초대학장에 취임하였다. '김우(金愚)'라는 이름을 사용하기도 하였다.

## 생애

김창숙

일찍이 유학을 배워 조예가 깊었고, 1909년 성명(星明) 학교를 창립하였으나 '을사 5원흉 매국 성토 사건(乙巳五元凶賣國聲討事件)'으로 피체하였다. 1919년 3·1운동이 일어나자 유림 대표들이 서명한 파리 만국 평화 회의에 보내는 독립 진정서를 가지고 중국 장쑤성의 상하이(上海)로 건너가 우송한 후 임시 정부에 참여하였다. 1919년 광복 운동 모금 중 체포되었다. 그 후 서로 군정서(西路軍政署)·임정 의정원(臨政義政院) 등에 관계하다가 1927년 상하이 일본 영사관에 체포되어 만주국 펑톈 성의 다롄(大連)에서 복역 중 해방을 맞았다. 해방 후 곧 유도회를 조직, 재단법인 성균관대학교를 창립하여 초대 학장으로 교육에 힘썼으나, 이승만 정권에 반대하여 수난을 겪으면서 유도회의 분쟁에 말려들었다가 병사하였다. 1962년 대한민국 건국 공로 훈장 대통령장을 받았다.

### 초기
경상북도 성주 대가면 사월리에서 태어났다. 영남의 유학자 집안 출신이다. 선조 때의 정승이었던 김우옹(金宇顒)의 12대손 칠봉(七峰) 김호림(金頀林)과 인동 장씨 부인의 아들로 태어났다. 엄격한 가정 교육을 받고 자라났다. 당시 이름이 높던 유학자 이종기(李種杞)·곽종석(郭鍾錫)·이승희(李承熙)의 문하에서 수학하였다.
동학 혁명이 발생했을 때 아버지 김호림은 서당에서 친구들과 학습 중이던 김창숙과 학동들을 불러내 농부들의 노고를 치하하며 농사일을 도울 것을 지시하였다. 이날부터 아버지 김호림은 귀천을 따질 필요가 없음을 강조하고 농업에 동참하게 하였다. 또한 여자아이를 시켜서 밥을 보냈는데, 장유유서(長幼有序)로써 늙은 종과 일꾼들에게 먼저 주고 그와 학동들에게는 나중에 주었다.

### 청년기
1905년 을사늑약이 체결되자 이승희와 함께 상경하여 을사오적의 처형을 요구하는 청참오적소(請斬五賊疏)라는 상소를 올렸고, 이 사건으로 체포되어 옥고를 치렀다. 친일 단체인 일진회(一進會) 성토 건의서를 냈다가 다시 체포되었다. 1908년 대한협회가 설립되자 고향인 성주군에 대한협회 성주군 지부를 조직하고, 총무에 취임하였다. 1909년에는 사립학교인 성명 학교(星明學校) 설립에 참여하였다. 일진회가 한일합병론을 주장하자 동지를 규합하여 이를 규탄하는 글을 대한제국 중추원에 발송하였다.
1910년 한일 합방이 되자 통곡하면서 울부짖었다. 이후 술에 취해 방랑하다가 중국으로 건너갔다. 이후 중국에서 독립운동에 참여하다가 일본경찰에 검거되어 일본으로 끌려갔다가 다시 부산으로 압송되었다. 부산을 떠나 대구로 압송된 뒤, 경찰서에서 심한 고문을 당하였으나, 김창숙은 입을 열기를 거절하며 시 한수를 지었는데, 한시를 이해하지 못한 일본인형사는 조선인에게 한시를 해석해줄 것을 부탁했고, 한시의 뜻을 해석한 일본인형사는 머리를 조아리며 선생이라 부르며, 고문형을 완화시켜 주었다. 법정 예심이 끝나자 일본인 판사는 그가 수감된 감옥에 직접 찾아와 개인적으로 면담ㆍ시국을 논할 것을 부탁했으나 거절하였다. 가족들은 그에게 변호사 선임을 의논하였다. 그러나 그는 변호사 선임을 거절하였고, 변호사 김완섭이 세 번이나 면회를 왔으나 뜻을 바꾸지 않았다. 징역 14년형을 언도받고 복역하였다.

#### 독립운동
1919년 3·1 운동이 일어나자 전국의 유림 대표들이 연명으로 서명, 한국 독립을 호소하는 유림단 진정서를 작성하여 중국 상하이로 망명하여 파리에서 열리는 만국 평화 회의에 참석한 김규식에게 우편으로 제출하였으나 좌절되었다. 이 사건으로 수백 명의 유학자들이 체포되는데, 이를 파리 장서사건(제1차 유림단 사건)이라 한다. 4월 대한민국 임시정부가 수립되자 참여, 대한민국 임시정부 의정원 경상도 의원을 지냈다.
이후 대한민국 임시정부 교통 위원회 위원으로도 활동했다. 이때 당시 대한민국 임시정부 내의 파벌 다툼을 조정하는 데 노력하였으나 실패했다. 쑨원(孫文)을 비롯, 이문치(李文治)·임복성(林福成) 등 중국국민당의 여러 인사들과도 만나 접촉하면서 '한국 독립 후원회', '중한 호조회'(中韓互助會)의 조직, 결성에 기여하였다. 망명한 한국인 청소년들의 교육에도 관심을 갖고, 능월(凌越)·오산(吳山) 등의 도움을 받아 50여 명의 학생에게 숙식을 제공하면서 외국어 교육을 받도록 후원하였다.
언론인으로도 활동하여, 1920년 박은식과 《사민일보(四民日報)》창간, 신채호와 협력해 독립 운동 기관지 《천고(天鼓)》를 발간하기도 했다.
1921년에는 임시 정부 대통령 이승만이 유엔에 위임 통치를 청원하는 성명서를 제출하자, 신채호와 함께 이승만을 성토하는 활동을 했다. 신채호·신성모 등은 이승만을 성토했고, 김창숙은 그들의 이승만 성토에 지지를 보냈다.
1921년 4월 19일 이승만을 비판하는 성토문을 발표하였다. 그가 지은 성토문에는 김원봉, 이극로, 신채호, 오성륜, 장건상 등 54명이 서명하였다.
이후 대한민국 임시정부 의정원 부의장(1925년), 서로 군정서의 군사 선전 위원장 등을 지냈으며, 중국 국민당 인사들과 교류하여 '한국 독립 후원회', '한중 호조회(韓中互助會)' 등을 결성하고, 이들의 협조를 받아 만주와 몽골의 황무지에 독립운동을 위한 기지를 건설하기도 하였다. 1925년 8월 독립운동 기지의 개간 자금 마련을 위해 김화식과 함께 국내로 잠입해 모금 활동을 펼쳤으나 계획한 성과는 거두지 못하고 다시 중국으로 돌아갔다. 이 때의 모금 운동으로 600여 명의 유림들이 투옥되는 제2차 유림단 사건이 발생했다.
1926년 이동녕, 김구 등과 협의해 결사대를 국내에 파견, 일제의 통치 기관을 파괴하기도 했다. 가장 대표적인 사례가 의열단의 나석주가 1926년 12월 동양척식주식회사를 폭파한 사건이다.

#### 체포와 송환, 석방
1927년 5월 병으로 상하이 공동 조계(共同租界)의 영국인 병원 입원 중에 일본인 밀정에 의해 체포되어 국내로 압송되었다. 그 뒤 14년형을 선고받고 대전 형무소에서 복역하면서 옥중 투쟁을 벌였고, 일본 경찰의 고문으로 두 다리가 마비되자 형 집행 정지로 출옥하였다. 출옥한 뒤에도 창씨개명에 반대하는 등 항일 자세를 굽히지 않았다. 1940년 일제의 창씨개명 강요를 거부하였으며, 이해 모친 인동 장씨가 사망하여 21년 만에 다시 고향인 성주로 돌아왔다. 1943년 아들 김찬기를 대한민국 임시정부에 비밀리에 파견하였다. 그러나 김찬기는 곧 병으로 사망한다.
1945년 여운형이 조직한 지하 비밀 결사인 건국 동맹(建國同盟)의 남한 책임자로 추대되었다가 광복 직전 발각되었다. 왜관 경찰서에 구속되어 수감 중, 일제 패망으로 광복을 맞이하였다.

### 광복 이후

#### 해방정국의 정치 활동
1945년 8월 광복 직후 여운형·박헌영에 의해 건국준비위원회와 조선인민공화국이 수립되자 비판을 가하였다. 이후 중경 임시정부의 법통론을 지지하는 입장에 섰다. 자신을 당수로 추대하려는 군소정당들의 손길을 모두 거절하였다. 1945년 10월 이승만이 귀국했을 때, 주위에서 이승만을 찾아갈 것을 권고하였으나, 이승만과는 거리를 두었다.
10월 21일 미국 국무부 극동국장 빈센트가 미국외교정치위원회 회합에서 한국은 지금 자치를 행할 준비가 되지 않았으므로 신탁관리제를 실시해야 한다고 말한 것이 신문에 보도되자, 김창숙은 이승만을 찾아 여러번 물었으나 이승만은 답변을 회피하고 건국사업에 급한 재정문제를 들고 나왔다. 김창숙은 민족의 단합이 시급하지 않느냐고 반문하였으나, 이승만은 금력의 중요성을 강조하여 합의를 보지 못하였다.
1945년 12월 23일 오후 2시 김구가 주관하는 순국선열추념대회에 참여하였다. 순국선열추념대회 부위원장으로 선출되었다. 김구가 모스크바 3상회담에 반발, 강력한 반탁운동을 추진하자 12월 30일 결성된 신탁통치반대 국민총동원위원회 위원이 되었다. 45년 12월 24일 한국 소년군 총본부 고문에 추대되었다.
1946년 1월 비상국민회의 특별위원에 선출되었다. 1946년 1월 23일 김구가 정국의 헤게모니를 쥐기 위해 소집한 비상정치회의 주비회의에서 좌파계열 임정 국무위원인 성주식·장건상·김성숙 등이 탈퇴하자 이를 비판하기도 했다. 중경 임정 측이 과도정부 역할을 하려고 1947년 3월 3일 이승만을 주석으로, 김구를 부주석으로 선출하고 임시정부 국무위원을 재보선할 때 김창숙도 오세창·박열·조만식과 함께 임시정부 국무위원에 추가 선출되었다.
1945년 10월 28일 김성수 등과 함께 순국의열사봉영회 기금관리위원에 위촉되었다.
1946년 2월 민주의원(民主議院) 의원에 선출되었으나, 민주의원 회의에서 이승만과 정면으로 충돌하기도 했다. 이후 민주의원에서 활동하며 정당난립과 신탁통치찬반, 미소공동위원회 참가 여부 문제 등으로 다른 정치인들과 의견이 맞지 않아 정치에 깊이 관여하지 않고 교육과 유림계 재건에 힘을 기울이게 되었다. 46년 2월 1일 대한민국 비상국민회의가 개최되었는데 김창숙은 이때 이승만, 김구, 김규식, 조만식, 권동진, 오세창, 홍명희 등과 함께 비상국민회의 대의원에 선출되었다. 이 자리에서 비상국민회의 최고정무위원회 설치를 결의하고 이승만, 김구에게 최고정무위원 선임권을 주었다. 이승만과 김구는 28인의 최고정무위원을 선출했고 김창숙도 비상국민회의 최고정무위원회 최고정무위원으로 선발되었다.
비상국민회의 최고정무위원회는 주한미군정청 사령관 존 하지에 의해 민주의원으로 바뀌었다. 2월 14일 민주의원결성대회가 열렸으나 김창숙은 여운형, 함태영, 정인보, 조소앙 등과 함께 민주의원 의원직을 거부하였다. 2월 14일 아침 미군정청 1회의실에서 민주의원이 개소된다는 보도를 접하고 '이승만·김구가 민족을 파는 반역자가 되었다'고 비판하였다.
1946년 6월 15일 오후 5시 40분 서울역에 마중나가 서울역에 도착한 삼의사 유골을 영접하였다. 이어 태고사(太古寺)에 마련된 빈소에 참석하였다.
이미 1909년에는 사립 성명학교(星明學校)를 설립하였던 김창숙은 유학자로서 유학의 근대적 발전을 위해 기존의 성균관을 정비하고, 이어 유교이념에 입각한 교육을 기치로 명륜전문학교를 병합, 1946년 9월에 성균관대학교를 설립하고 초대 학장에 취임하였다. 1953년 2월에는 전국의 향교를 규합해 성균관대학교의 종합대학 승격을 인가받고 초대 총장에 취임하였다.
1947년 3월 3일 이승만을 임시정부 주석, 김구를 부주석으로 추대하고 임시정부 국무위원을 새로 보선할 때 오세창, 조만식과 함께 대한민국 임시정부 국무위원에 추가 보선되었다. 9월 5일 임시정부가 다시 국무위원을 보궐선거하여 김성수, 김승학을 추가로 국무위원에 선출했을 때, 김창숙도 국무위원으로 재선 연임하였다.

#### 정부수립 이후

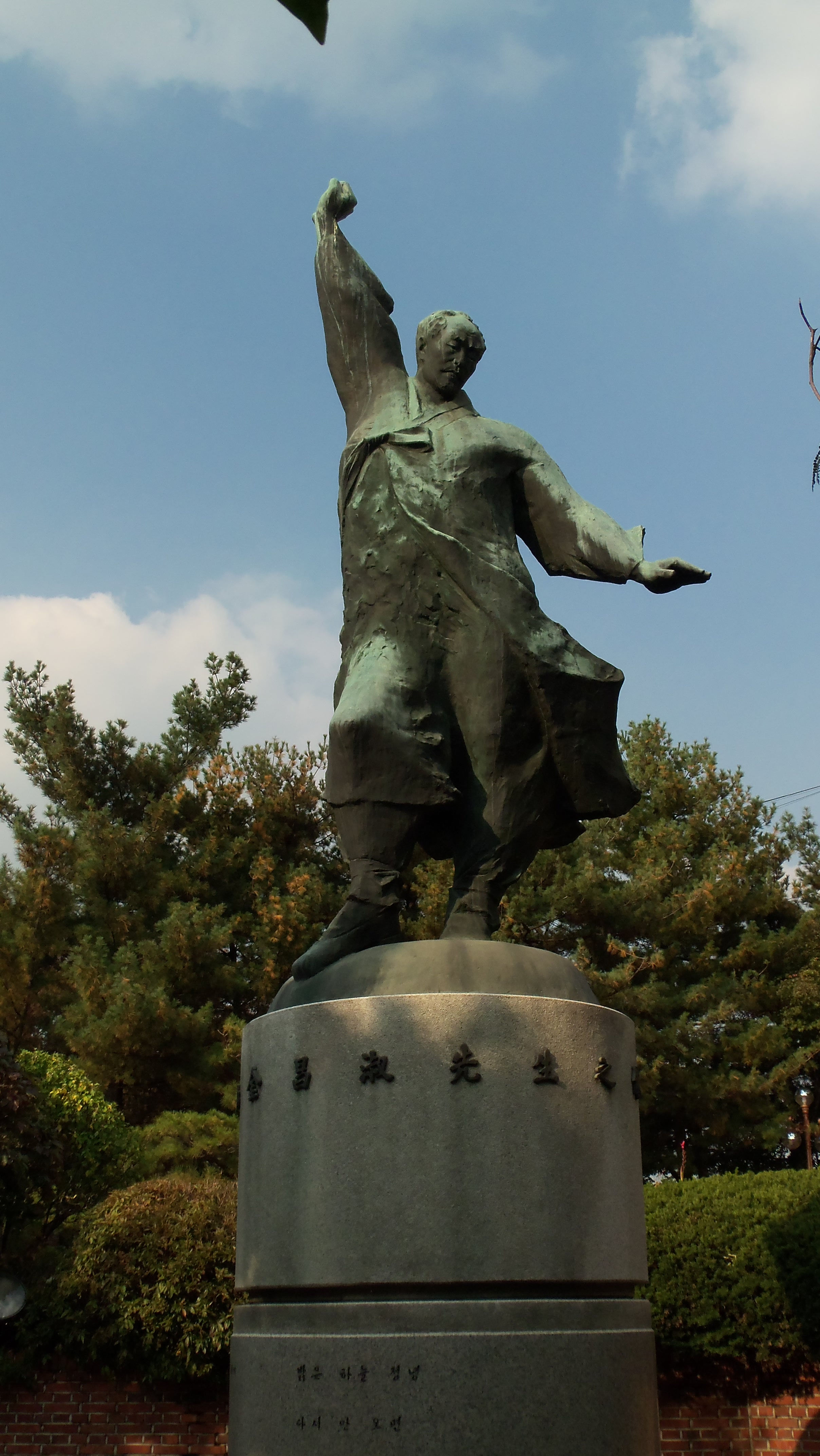
성균관대학교 인문사회과학캠퍼스에 있는 김창숙의 동상

1948년 3월 김구·김규식 등과 함께 남한만의 단독정부수립에 반대했으며, 4월 김구·김규식 등과 남북협상에 참여하였다. 그러나 김구 등이 남북협상을 추진하려 할 때 남한의 이승만의 협조도 얻어내지 못하면서 어떻게 북한 김일성의 협조를 얻어내는가 하며 김구의 남북협상 주장에 회의적인 입장을 고수하였다.
그 뒤 이승만 정권 때는 야당활동을 하며 독재와 부패를 반대하는 투쟁을 벌였다. 1949년 8월 20일 민족진영강화위원회 상무위원에 선출되었고, 1951년 한국 전쟁 이후 대통령 이승만에게 하야경고문(下野警告文)을 보냈다가, 체포되어 부산형무소에 40일간 수감되었다가 풀려났으며, 1951년 5월 16일의 제2대 부통령 선거에서 부통령 후보자로 출마하였다. 그러나 선거 결과는 낙선하였다. 1차 지명전에서 1표를 받고, 2차 지명전에서는 1표를 받았다.
1952년 부산 정치 파동 때는 이시영 · 조병옥 · 김성수 등과 반독재헌구국선언문을 발표해 이승만정권과 계속 투쟁하였다. 1953년 성균관대학이 4년제 종합대학교로 승격하여 초대총장에 취임하였다. 그러나 1956년 이승만 정권에 기생하던 친일유림의 강압으로 성균관대학교 총장직을 강제 사임하게 되었다. 1957년 성균관 관장, 유도회총본부장 등 일체의 공직에서 추방당하였다. 1959년 반독재 민권쟁취 구국운동을 전개하고, 이승만 대통령 사퇴권고서한을 발송했다. 1960년 '민족자주통일중앙협의회' 대표로 추대되었고, '백범 김구선생 기념사업회'초대회장, '안중근의사 기념사업회' 회장에 선출되었다.
1960년 이승만 퇴진 이후 대통령 후보자로 지명되어 출마하였다. 8월 12일 민의원, 참의원 합동회의에서 출석의원 263명 중 259명의 출석으로 열린 1차 투표에서 29표를 얻어 낙선, 208표를 얻은 윤보선에게 패하였다. 1961년 5·16 군사 정변 이후, 병중에 박정희의 방문을 받았으나 외면하였다.
그 외에 의성 김씨 중앙종친회 초대 회장 등을 역임했다.
1962년 3월 1일 건국훈장 1등급인 대한민국장을 수여하였다. 그 해 5월 10일에 노환으로 국립중앙의료원에서 사망하였고, 장례는 사회장으로 치렀다.

### 사후
경상북도 성주군 대가면 칠봉리 사도실마을에는 심산 김창숙의 생가, 청천서당, 청천서원 등 동강 김우옹과 그 후손들의 흔적이 있다. 김창숙의 생가(경상북도 기념물 제83호)는 청천서원 200m 아래쪽 사도실마을 어귀에 있다.
현재의 건물은 옛 건물이 화재를 당하여 안채는 1901년, 사랑채는 1992년 중수한 것이다.  김창숙 생가는 90세가 넘은 선생의 둘째 며느리 월성 손씨 손응교 종부가 2016년까지 집을 지키고 있었다. 서른 살 젊은 나이에 불귀의 객이 되어 돌아온 남편을 대신해 집안의 살림을 꾸려나가는 며느리의 생활은 고단했지만, 그녀는 수절을 택했다. 이런 며느리를 위해 조금이라도 위안이 될까하여 담뱃불을 붙여달라면서 시아버지 김창숙은 담배 피우는 법을 가르쳐주었다 한다. 손응교 종부는 2016년 향년 100세로 서거하였다.
2008년 8월 학술지 ‘한국사 시민강좌’ 하반기호(43호)에서 대한민국 건국 60주년 특집 ‘대한민국을 세운 사람들’을 선발, 건국의 기초를 다진 32명을 선정할 때 교육, 학술 부문의 한 사람으로 선정되었다.

## 서훈 내역
- 건국훈장 대한민국장

## 그외 것들
- 본래 경상도 안동대도호부 내성현 해저리(현 경상북도 봉화군 봉화읍 해저리 바래미마을)의 의성 김씨 집성촌에서 개암(開巖) 김우굉(金宇宏)의 12대손, 팔오헌(八吾軒) 김성구(金聲久)의 8대손으로 태어났다가 23세 되던 1864년 김창숙의 조부인 김도영(金道永)에게 입양되었다. 김도영은 개암 김우굉의 동생인 동강(東岡) 김우옹(金宇顒)의 후손으로 명문가 출신이다.

- 정치가이자 교육가로서는 굉장히 엄격했다고 하며, 그의 제자들 중에서 도리에 벗어나면 바로 그에게 매타작을 맞았다.

- 고향인 성주군에는 김창숙의 생가와 그를 기리기 위한 심산기념관이 있다. 생가 근처에 심산문화테마파크가 있다.

## 저서
시문집
- 《김창숙 문존(金昌淑 文存)》
- 《심산만초(心山謾草)》
- 《벽옹만초(躄翁謾草)》

자서전
- 《벽옹칠십삼년회상기(躄翁七十三年回想記)》

유고
- 《심산유고(心山遺稿)》, 국사편찬위원회, 1973

## 같이 보기
- 이상룡
- 신채호
- 나석주
- 성균관
- 성균관대학교
- 유림
- 김구
- 김성수
- 김규식
- 남북협상
- 이승만
- 의열단
- 이명세
- 독립유공자로 대한민국장을 수여받은 사람

## 참고 문헌 및 링크
- '김창숙', 《한국민족문화대백과》
- 박천우, 「김창숙」, 《브래태니커 백과》
- '심산 김창숙', 성균관대학교
- '한국사 바로보기 - 황도유학파의 친일행각', 경향닷컴, 2004.8.25.
  - '한국사 바로보기 - 황도유학파의 친일행각(下)', 경향닷컴, 2004.9.1